# Valeriu V. Cotea
Valeriu V. Cotea (* 20. Mai 1960 in Iași) ist ein rumänischer Önologe.

## Leben
Valeriu V. Cotea ist ein Sohn des bekannten rumänischen Önologen Valeriu D. Cotea. Nach einer Ingenieurausbildung promovierte er von 1985 bis 1991 an der Fakultät für Gartenbau des Institutul Agronomic „Ion Ionescu de la Brad“ in Iași. Während seiner Beschäftigung an der Landwirtschaftlichen und Veterinärmedizinischen Universität Iași übernahm Cotea dort Schulungen und Kurse, sowie praktische Unterweisungen in der Disziplin der Önologie (Fakultät für Gartenbau) und der Getränketechnologie am Weinbauinstitut (Landwirtschaftliche Fakultät). Er unternahm Forschung und Forschungsaufträge zu den Forschungsthemen der Disziplin Önologie sowie die Führung von Projekten und Begleitung von Diplomanden bzw. Doktoranden.
Für seine Leistungen wurde er mit dem Titel Ritter des Rumänischen Verdienstordens und weiteren Ehrungen ausgezeichnet.
Seit 2010 trägt er die Verantwortlichkeit als wissenschaftlicher Önologe.
Cotea ist rumänischer Weinbaupräsident und Vorsitzender der Kommission für «Oenologie» der Internationalen Organisation für Rebe und Wein OIV.

## Werke
- mit F. Andreescu: Rumänien – Land des Weines, Literarischer Wettbewerb der Gastronomischen Akademie Deutschlands, Editura “AdLibri”, Bukarest, 2008
- mit Valeriu D. Cotea, M. Ciubotaru, N. Barbu, P.G. Magazin, C. Grigoriescu: Podgoria Cotnari (Weinbaugebiet Cotnari), Editura Academiei Române, Bukarest, 2006 (Lobende Erwähnung der OIV 2009. Kategorie „beschreibende Monographien“, Internationale Organisation für Rebe und Wein.)
- mit Valeriu D. Cotea, N. Barbu, C. Grigoriescu: Podgoriile si vinurile României (Weinberge und Weine in Rumänien), Editura Academiei Romane, Bukarest, 2001 (OIV Jury Preis, 2001. Kategorie „Monographien und spezialisierte wissenschaftliche Studien“ Internationale Organisation für Rebe und Wein.)
- mit Valeriu D. Cotea, Cristinel V. Zănoagă: Tratat de Oenochimie (Abhandlung zur Önochemie)

## Ehrungen
- Orden Für Verdienst (Rumänien), Ausprägung Ritter
- 2009: OIV Merit Award, für die wissenschaftliche Arbeit bei der Internationalen Organisation für Rebe und Wein